# Bosnien og Hercegovina i Eurovision Song Contest 2010
Bosnien og Hercegovina valgte deres bidrag til Eurovision Song Contest 2010 gennem en intern udvælgelsesproces. Landets nationale broadcaster Radiotelevizija Bosne i Hercegovine (BHRT) afholdt en åben indkaldelse af sange, og valgte Vukašin Brajić til at repræsenterer landet med sangen Munja i grom. Sangen bliver præsenteret for offentligheden 14. marts 2010. Bosnien og Hercegovina starter i den første semifinale i Oslo, 25. maj 2010.